# Nelamangala
Nelamangala (o Nelmangala) è una suddivisione dell'India, classificata come town panchayat, di 25.206 abitanti, situata nel distretto di Bangalore Rurale, nello stato federato del Karnataka. In base al numero di abitanti la città rientra nella classe III (da 20.000 a 49.999 persone).

## Geografia fisica
La città è situata a 13° 6' 8 N e 77° 23' 24 E e ha un'altitudine di 882 m s.l.m..

## Società

### Evoluzione demografica
Al censimento del 2001 la popolazione di Nelamangala assommava a 25.206 persone, delle quali 13.089 maschi e 12.117 femmine. I bambini di età inferiore o uguale ai sei anni assommavano a 2.767, dei quali 1.425 maschi e 1.342 femmine. Infine, coloro che erano in grado di saper almeno leggere e scrivere erano 19.648, dei quali 10.740 maschi e 8.908 femmine.